# Bethlen Gábor tér
Bethlen Gábor tér est une place de Budapest située à dans le quartier d'Erzsébetváros (7e arrondissement). De forme carrée, elle se situe à l'intersection d'István utca et Bethlen Gábor utca, à proximité de la gare de Budapest-Keleti. Sur l'angle Ouest prend place la faculté vétérinaire de l'Université Saint-Étienne ; en face, sur l'angle Est se situe la synagogue de Bethlen tér.
Son nom renvoie à Gabriel Bethlen.